# Detlef Wintzen

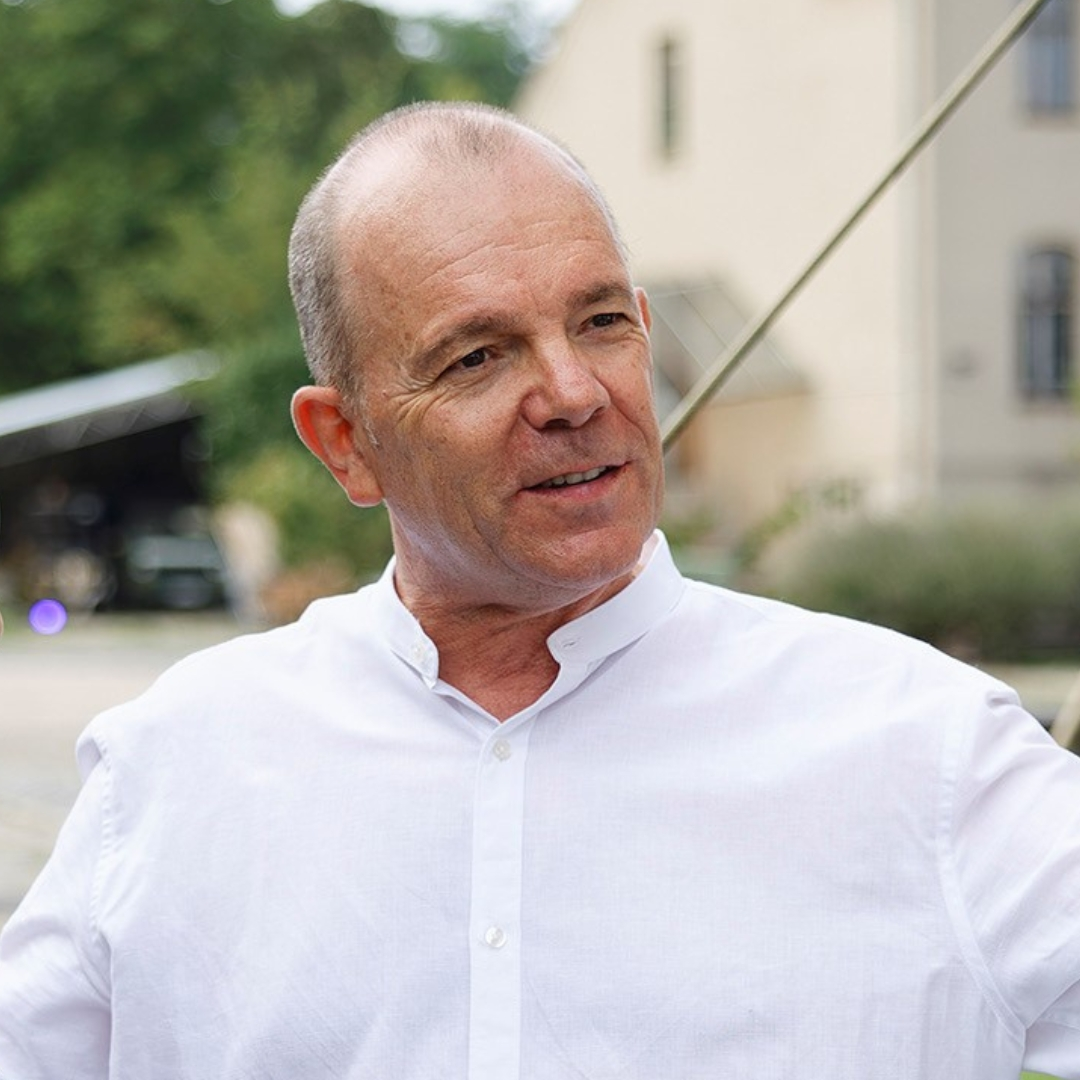
Detlef Wintzen (2022)

Detlef Klaus Ludwig Wintzen (* 28. Oktober 1957 in Mönchengladbach) ist ein deutscher Theaterregisseur und Unternehmer.

## Studium
Von 1982 bis 1987 studierte Detlef Wintzen an der Freien Universität Berlin und schloss sein Studium in Theaterwissenschaften, Publizistik und Psychologie mit einem Magister ab. Von 1984 bis 1988 studierte er an der Universität der Künste Berlin, er absolvierte dieses Studium mit einem Diplom in Schauspiel und Theaterpädagogik.

## Theaterarbeiten
Von 1988 bis 1995 arbeitete er als dramaturgischer Berater und Regisseur an Theatern in Berlin, Braunschweig, Bremen, Hamburg und Oldenburg. Auch im Anschluss an diese Jahre realisierte er gelegentlich klassische Theaterproduktionen. Als Regisseur war er unter anderem für folgende Aufführungen verantwortlich:
| Stück                            | Theater                   |
| -------------------------------- | ------------------------- |
| Wheelchair Willie                | Studio Bühne Berlin       |
| Heißt du wirklich Hasan Schmidt? | Saalbau Neukölln          |
| Play to win                      | Platypus Theater          |
| Linie 1                          | Staatstheater Oldenburg   |
| Gestrandet vor Guadeloupe        | Städtische Bühnen Münster |
| On the run                       | Platypus Theater          |
| The Kooky Show                   | Platypus Theater          |
| Amok                             | Platypus Theater          |
| The clown who lost his circus    | Platypus Theater          |
| Teenagers in Trouble             | Platypus Theater          |

## Unternehmerische Tätigkeiten
Von 1995 bis 2000 arbeitete er in den Eventagenturen interAct (Creative Director beziehungsweise Geschäftsführer) und kogag (Creative Director); er inszenierte Veranstaltungen für Unternehmen und Marken. Ferner realisierte er Unternehmenstheater-Formate. 2000 gründete er insglück, eine Agentur für Markeninszenierung, Live-Kommunikation und Spatial Experience. Er leitete sie bis zum Sommer 2023. Zwei Jahre zuvor hatte eine Beteiligungsgesellschaft der RAG-Stiftung Wintzens Agentur erworben. 2016 gründete Detlef Wintzen timpact, einen Anbieter von Trainings für Präsentationen und Live-Auftritte.

## Ämter
Detlef Wintzen war von 2010 bis 2012 Präsidiumsmitglied des FME Forum Marketing-Eventagenturen und zwischen 2011 und 2012 dessen Präsident. Als ehemaliges Vorstandsmitglied des fwd: Bundesvereinigung Veranstaltungswirtschaft e.V., ehemals FAMAB Kommunikationsverband e. V. (davor Verband Direkte Wirtschaftskommunikation) prägte er von 2012 bis 2021 die Entwicklung der Eventbranche mit und vertrat als Fachvorstand für den Bereich Human Resources (2012–2018) sowie Fachvorstand Politik und Gesellschaft (2019–2021) die Branchenbelange gegenüber Politik, Wirtschaft, Wissenschaft und Medien.

## Veröffentlichungen
- Dive into it! Immersion und Gamification im Live-Marketing. In: Cornelia Zanger (Hrsg.): Eventforschung. Aktueller Stand und Perspektiven. Springer Gabler, Wiesbaden 2019, S. 232–245, ISBN 978-3-658-27652-2.
- Live goes Digital. Digital goes Live. In: Ulrich Wünsch (Hrsg.): Handbuch Erlebnis-Kommunikation. Grundlagen und Best Practice für erfolgreiche Veranstaltungen. 2., völlig neu bearbeitete und erweiterte Auflage. Erich Schmidt Verlag, Berlin 2016, S. 205–212, ISBN 978-3-503-16640-4.